# Parco Filosofico di Capri
(Una delle tante citazioni presenti nel parco; questa è tratta da un tempio dell'antica Delfi.)
Il parco Filosofico di Capri, in lingua inglese Capri Philosophical Park, è situato nel comune di Anacapri, nel tratto terminale del tragitto della Migliera.
Il parco è stato istituito per volontà dell'economista svedese Gunnar Adler-Karlsson e della moglie Marianne.
Addentrandosi nei suoi sentieri, tracciati tra la vegetazione a macchia mediterranea, si trovano piccole mattonelle di maiolica, che riportano citazioni di alcuni tra i maggiori filosofi dell'Occidente (a partire dall'epoca di Delfi fino ai giorni di oggi).
Un libretto azzurro intitolato Riflessioni sulla saggezza Occidentale, scritto dal Karlsson, offre ai visitatori una guida per seguire le meditazioni proposte nel percorso.